# Il maestro e Margherita (film 1972)
Il maestro e Margherita è un film italo-jugoslavo del 1972, diretto da Aleksandar Petrović.
Si tratta della prima trasposizione cinematografica dell'omonimo romanzo di Michail Bulgakov.

## Trama
Nikolaj Maksudov, maestro drammaturgo dell'Unione Sovietica, decide di scrivere una commedia liberamente ispirata al processo di Gesù Cristo. Viene organizzata la prima dello spettacolo. Durante le prove, appare un misterioso soggetto, tale Woland, successivamente identificato come il diavolo in persona. Costui è accompagnato da due bizzarri servi, Korov'ev e Azazello.
La pièce, nel frattempo, viene censurata. Nicolaj cerca in tutti i modi di convincere la commissione esaminatrice, senza successo. L'unica persona a sostenere l'artista è Margherita, una affascinante ragazza conosciuta per caso a Mosca. Fra i due nasce una intensa storia d'amore. 
Woland, incuriosito dal lavoro teatrale, aiuta lo scrittore a far sì che lo spettacolo riprenda. Per far ciò, uccide o punisce tutti i burocrati sovietici. Il drammaturgo scopre, così, la vera identità del professore. Creduto pazzo, viene internato in un manicomio.
Grazie all'intervento del diavolo, la commedia viene finalmente presentata. Woland permette, inoltre, a Nikolaj di evadere dalla clinica, per dare un breve ed ultimo saluto alla sua amata Margherita; il maestro, infatti, muore poco tempo dopo.

## Produzione

### Sceneggiatura
Una sceneggiatura per il film era stata scritta da Ugo Pirro, ma fu duramente contestata da Gian Maria Volonté che in un primo tempo avrebbe dovuto interpretare il ruolo del protagonista. La produzione pertanto decise una riscrittura del copione, che fu affidata agli allora coniugi Amedeo Pagani e Barbara Alberti.

### Cast
La parte del Maestro fu affidata a Ugo Tognazzi al suo primo ruolo drammatico, in seguito alla rinuncia in extremis di Gian Maria Volonté.  Anche Tognazzi tuttavia contestò alcune scelte del regista, tra cui la scelta del finale più tragico fra i due finali girati. Al suo fianco Mimsy Farmer, reduce dal successo mediatico di 4 mosche di velluto grigio di Dario Argento.

### Riprese
La maggior parte del lungometraggio è ambientato a Sarajevo.

### Versioni
Nella sequenza cruciale in cui scorrono immagini di Mosca, la voce fuori campo del Maestro declama una lettera al Potere. Nella realtà è la lettera che Michail Bulgakov indirizzò a Stalin e che affermava il suo desiderio di libertà. In un'altra versione, il testo della lettera fu sostituito da una canzone russa intitolata Il gatto nero (laddove Gatto nero allude appunto a Stalin). Per evitare attriti con le autorità russe, presenti alla Mostra di Venezia, dove il film fu proiettato in anteprima, la produzione preferì la seconda versione, con l'impegno di ripristinare la versione originale nelle copie da distribuire nelle sale.

## Distribuzione

### Data di uscita
Dopo l'anteprima mondiale alla Mostra di Venezia il 1º settembre 1972, il film è stato distribuito nelle sale a partire dall'8 settembre. Nel novembre 1972 venne presentato negli USA, al Chicago International Film Festival.

### Edizioni home video
Nel 2016 è uscita la versione DVD italiana, edita dalla CG Entertainment. 
La pellicola è presente nelle principali piattaforme streaming. 

## Accoglienza

### Critica
La rivista FilmTv considera Il maestro e Margherita «un pezzo di storia del cinema italiano». Loda, inoltre, l'ottima interpretazione di Tognazzi.
Giudizio più tiepido è stato redatto dal critico Morando Morandini: «un film illustrativo e riduttivo, inerte e deprimente».

## Riconoscimenti
- 1972 - Festival del cinema di Pola
  - Miglior film
  - Miglior regia